# مايتي غارسيا
مايتي جانيل غارسيا (بالإسبانية: Mayte Jannell Garcia)‏ وهي راقصة شرقية وممثلة و مغنية ومعلمة رقص أمريكية ولدت في يوم 12 نوفمبر 1973 في بلدة فور ركر في ولاية ألاباما في الولايات المتحدة، وهي الزوجة السابقة لنجم البوب برنس وهي من أصل بورتوريكي وعندما كانت صغيرة كانت عائلتها تتنقل بين الولايات المتحدة و ألمانيا.

## روابط خارجية
- مايتي غارسيا على موقع IMDb (الإنجليزية)
- مايتي غارسيا على موقع ميوزك برينز (الإنجليزية)
- مايتي غارسيا على موقع أول ميوزيك (الإنجليزية)
- مايتي غارسيا على موقع ديسكوغز (الإنجليزية)
- مايتي غارسيا على موقع قاعدة بيانات الفيلم (الإنجليزية)